# Barry Galbraith
Barry Galbraith (18. prosince 1919 Pittsburgh, Pensylvánie, USA – 13. ledna 1983 Bennington, Vermont, USA) byl americký jazzový kytarista.
Počátkem čtyřicátých let se z Vermontu přestěhoval do New Yorku, kde začal pracovat s hudebníky, jakými byli například Babe Russin, Art Tatum, Red Norvo, Hal McIntyre a Teddy Powell. V letech 1941–1942 a znovu v letech 1946–1949, po návratu z armády, hrál s Claudem Thornhillem a v roce 1953 absolvoval turné se Stanem Kentonem.
V padesátých a šedesátých letech hrál na řadě nahrávek pro NBC a CBS jako studiový muzikant; vedle jiných hrál například s Milesem Davisem, Michelem Legrandem, Talem Farlowem, Colemanem Hawkinsem, Johnem Lewisem, Halem McKusickem, Oscarem Petersonem, Maxem Roachem, Georgem Russellem a Tony Scottem. Rovněž nahrával se zpěváky a zpěvačkami Anitou O'Day, Chrisem Connorem, Billie Holiday, Helen Merrill, Sarah Vaughan a Dinah Washington. Byl rádcem kytaristy Ralpha Patta.
V roce 1961 vystoupil ve filmu After Hours. V letech 1963–1964 hrál na albu Gila Evanse s názvem The Individualism of Gil Evans a v roce 1965 hrál se Stanem Getzem a Eddie Sauterem na soundtracku Mickey One. V letech 1970–1975 vyučoval na newyorské universitě CUNY a v letech 1976–1977 učil hru na kytaru na New England Conservatory v Bostonu. V roce 1982 vydal knihu kytarových metod.